# Suzanna Jansen

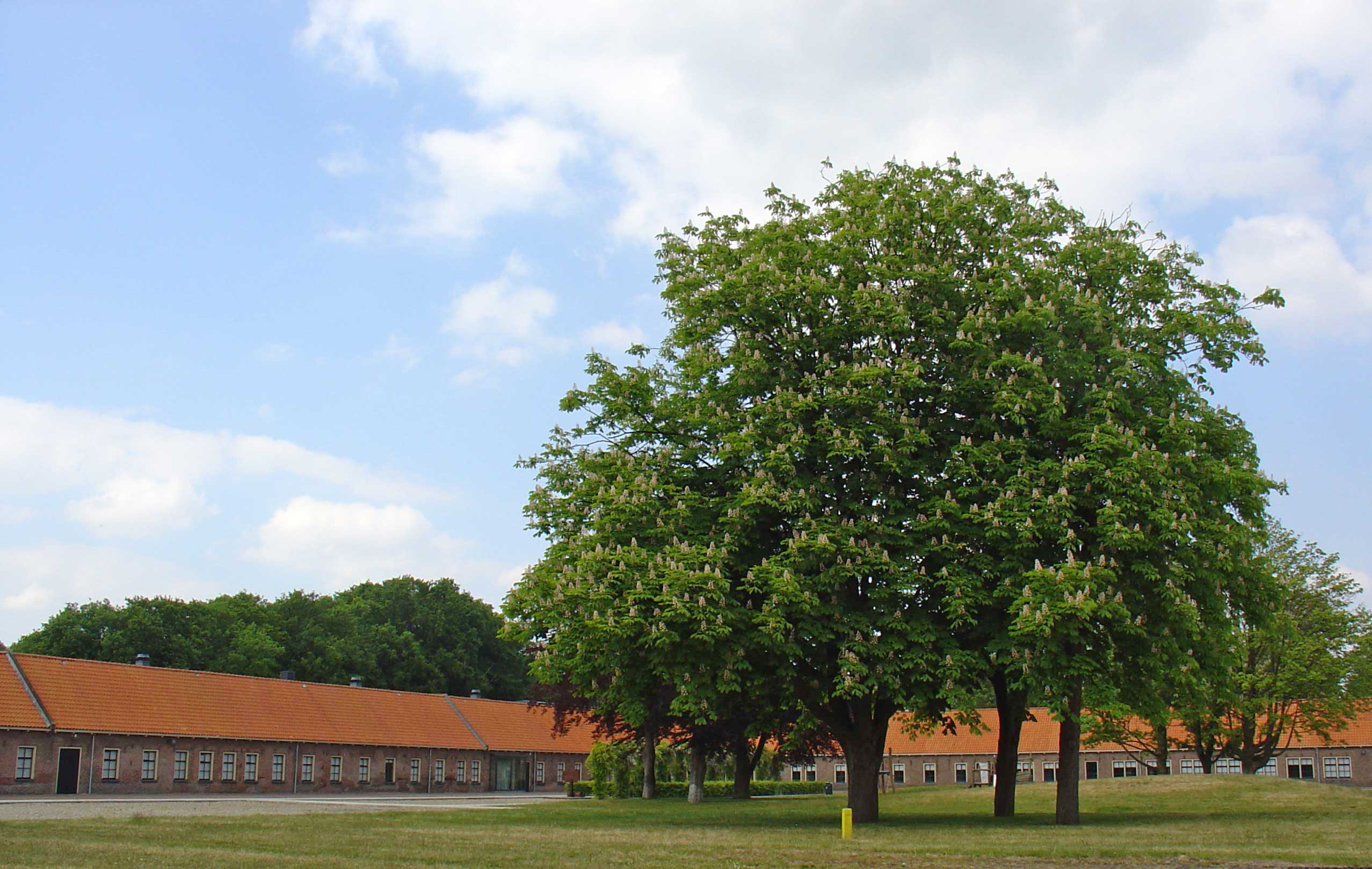
Het Pauperparadijs: het Tweede Gesticht in Veenhuizen in 2008

Suzanna Jansen (Amsterdam, 1964) is een Nederlandse journaliste en schrijfster.

## Leven en werk
Jansen studeerde van 1983 tot 1985 ballet aan de Rotterdamse Dansacademie. Ze schakelde over op een opleiding communicatie aan de HEAO van Utrecht. Na haar opleiding was ze werkzaam voor Independent Media van Derk Sauer. Ze werd correspondent in Moskou. Jansen werkte voor zowel de VPRO als de VRT. Als journalist schreef zij voor De Morgen, NRC Handelsblad, Trouw, HP/De Tijd en Opzij. In 2007 schreef zij Het Pauperparadijs. In dit boek beschrijft zij de geschiedenis van haar voorouders en onder meer hun verblijf in de gestichten van de Maatschappij van Weldadigheid in Veenhuizen. Het boek werd een bestseller en bekroond met de Vrouw & Kultuur Debuutprijs 2010. In 2016 verscheen de 59e druk. Haar boek Ondanks de zwaartekracht werd genomineerd voor de BookSpot Literatuurprijs 2018 én de BookSpot Lezersprijs 2018.

## Bestseller 60
| Boeken met noteringen in de Nederlandse Bestseller 60 | Jaar van verschijnen | Datum van binnenkomst | Hoogste positie | Aantal weken | Opmerkingen |
| ----------------------------------------------------- | -------------------- | --------------------- | --------------- | ------------ | ----------- |
| Het pauperparadijs                                    | 2008                 | 20-02-2008            | 13              | 105          |             |
| De omwenteling                                        | 2022                 | 05-10-2022            | 15              | 12           |             |